# Крако
Кра́ко (итал. Craco) — коммуна в Италии, расположена в регионе Базиликата, подчиняется административному центру Матера.
Население составляет 796 человек, плотность населения составляет 10 чел./км². Занимает площадь 76 км². Почтовый индекс — 75010. Телефонный код — 0835.
Покровителем коммуны почитается святитель Николай Мирликийский, празднование во вторую субботу октября.
Впечатляющий монумент на скале, покинутый людьми после очередного землетрясения, теперь используется только кинематографистами и бродягами.
Каждые 5 лет проводятся выборы в городской совет. Большинство мест в совете коммуны имеет гражданский список.

## История

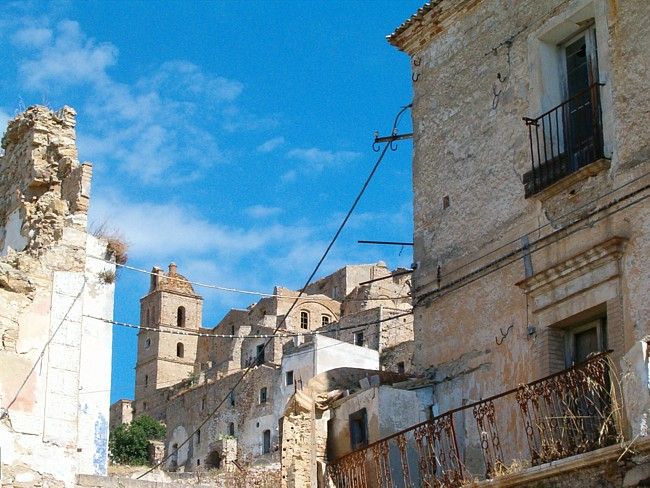
Руины Крако

Небольшой город, построенный на краю скалы в регионе Базиликата, со времени своего основания в VIII веке страдал от захватчиков и землетрясений. Первые упоминания о нём относятся к 1060 году, когда архиепископ Арнальдо ди Трикарио окрестил местность «Graculum» — «небольшое вспаханное поле». В 1861 году Крако была оккупирована Карминe Крокко и его бандитами.
В конце XX века после очередного природного катаклизма оказалось, что скалы под городом постепенно разрушаются, и потому жители были вынуждены его покинуть. От коммуны города проводятся официальные экскурсии на итальянском и английском языках.

## Культура

### Кино
Наиболее известные фильмы, снимавшиеся в Крако:
- 1953: «Волчица» Альберта Латтуады
- 1979: «Христос остановился в Эболи» Франче́ско Ро́зи
- 1985: «Царь Давид» Брюса Бересфорда
- 1986: «Спасительная милость» Роберта Янга
- 1990: «И свет во тьме светит» Паоло и Витторио Тавиани
- 1996: «Нимфа» Нины Вертмюллер
- 2004: «Страсти Христовы» Мела Гибсона
- 2006: «Божественное рождение» Кэтрин Хардвик
- 2008: «Квант милосердия» Марка Форстера
- 2021: «Суперзвезда» Брюно Дюмона

### Телевидение
- 1996—1997: Роковое наследство Луис Фернанду Карвалью

### Музыка
- Немецкий музыкант Хаушка написал композицию «Craco», альбом Abandoned City (2014)